# Everything Perfect on the Wrong Day
Everything Perfect on the Wrong Day är Sky Eats Airplanes debutalbum och släpptes i juli 2006. Det är inspelat och producerat enbart av Sky Eats Airplane själva.

## Låtlista
1. "By All Means, Captain" - 1:16
2. "Patterns" - 1:34
3. "Honest Hitchhikers Asking for Cash Handouts" - 4:11
4. "Exit Row" - 1:52
5. "Giants in the Ocean" - 5:41
6. "She Is Just a Glitch" - 4:45
7. "Opposite Viewed in Real Time" - 3:14
8. "Everything Perfect on the Wrong Day" - 3:35
9. "The Messenger" - 4:47